# デメエソ科
デメエソ科（学名：Scopelarchidae）は、ヒメ目に所属する魚類の分類群の一つ。中層遊泳性の深海魚のみで構成されるグループで、デメエソなど4属17種が記載される。

## 分布・生態
デメエソ科の魚類はすべて海水魚で、北極海と地中海を除く全世界の深海に幅広く分布する。海底から離れた中層を漂う遊泳性深海魚の一群であり、成魚は水深500 - 1,000mの範囲に生息する種類が多い。
仔魚は水深100 - 200mの、比較的浅い範囲に分布する。成魚は魚食性が強い。

## 形態
デメエソ科魚類はやや細長い体型をもち、最大で全長23cm程度に成長する。眼球は大きく双眼鏡のように筒状に伸長し、直上あるいは斜め上向きの管状眼となっている。近縁のヤリエソ科と同様に、眼の付近には「真珠器官」と呼ばれる特徴的な白色斑が存在し、本科の英名（Pearleye）の由来となっている。真珠器官は本来死角となる側方からの光を網膜に誘導し、餌生物の生物発光を検知する能力を高めるものとみられている。デメエソダマシ属の一部は黄色の水晶体をもち、より広い範囲の波長の光を捉えることが可能となっている。
同じミズウオ亜目に所属するヤリエソ科とは多くの形態学的特徴を共有するが、本科魚類は眼窩後部と体部全域に円鱗をもつことで鑑別される。浮き袋をもたず、側線鱗は40 - 65枚。舌に鉤状に曲った強靭な歯をもつ。
鰭に棘条はなく、背鰭・臀鰭・胸鰭はそれぞれ5 - 10本、17 - 39本（多くは27本まで）、18 - 28本の軟条で構成される。後擬鎖骨は2本で、椎骨は40 - 65個。

## 分類
デメエソ科にはNelson（2006）の体系において4属17種が認められている。本稿では、FishBaseに記載される4属18種についてリストする。
- シロデメエソ属 Scopelarchoides
  - シロデメエソ[5] Scopelarchoides danae
  - ミナミデメエソ Scopelarchoides signifer
  - Scopelarchoides climax
  - Scopelarchoides kreffti
  - Scopelarchoides nicholsi
- デメエソ属 Benthalbella
  - ツマリデメエソ Benthalbella dentata
  - デメエソ Benthalbella linguidens
  - ヒカリデメエソ Benthalbella infans
  - Benthalbella elongata
  - Benthalbella macropinna
- デメエソダマシ属 Scopelarchus
  - デメエソダマシ Scopelarchus analis
  - Scopelarchus guentheri
  - Scopelarchus michaelsarsi
  - Scopelarchus stephensi
- ヒレナガデメエソ属 Rosenblattichthys
  - ヒレナガデメエソ Rosenblattichthys alatus
  - Rosenblattichthys hubbsi
  - Rosenblattichthys nemotoi
  - Rosenblattichthys volucris